# Kansai Ki-in
Der Kansai Ki-in (関西棋院), deutsch etwa Kansai-Go-Verband, ist ein japanischer Go-Verband, der im Jahr 1950 von Hashimoto Utaro gegründet wurde. Obwohl der Verband nicht so groß ist wie der Hauptrivale Nihon Ki-in, vergibt er auch wie dieser Dan- und Profi-Diplome an starke japanische und ausländische Go-Spieler.
Aufgrund des Zweiten Weltkrieges war es sehr schwierig von Osaka nach Tokio zu reisen, um an Turnieren des Nihon Ki-in teilzunehmen. Aus diesem Grund gründete der NHK eine westliche Filiale. Als es wegen des Hon'inbō-Titels zu einem Streit kam, erklärte der Kansai Ki-in seine Unabhängigkeit. Weil Hashimoto Utaro zu diesem Zeitpunkt den Hon'inbō-Titel innehatte, ging dieser ebenfalls in den Kansa Ki-in über.
Seit 1957 veranstaltet der Verband jährlich die Kansai Ki In First Place Championship. Die bisherigen Gewinner waren:
- 1957 Sato Sunao

- 1958 Handa Dogen

- 1959 Miyamoto Naoki

- 1960–1961 Handa Dogen

- 1962 Koyama Yasuo

- 1963 Kubouchi Shuchi

- 1964 Sato Sunao

- 1965–1967 Hashimoto Shoji

- 1968–1969 Hashimoto Utaro

- 1970–1974 Hashimoto Shoji

- 1975–1976 Honda Kunihisa

- 1977 Sekiyama Toshio

- 1978–1979 Hashimoto Shoji

- 1980 Hashimoto Utaro

- 1981 Sato Sunao

- 1982 Oyama Kunio

- 1983–1984 Sonoda Yuichi

- 1985 Ushinohama Satsuo

- 1986 Miyamoto Yoshihisa

- 1987 Tono Hiroaki

- 1988 Hashimoto Shoji

- 1989 Tono Hiroaki

- 1990 Hashimoto Shoji

- 1991 Sekiyama Toshio

- 1992 Kiyonari Tetsuya

- 1993 Shiraishi Yutaka

- 1994 Imamura Toshiya

- 1995 Sonoda Yuichi

- 1996 Yuki Satoshi

- 1997 Honda Kunihisa

- 1998 Imamura Toshiya

- 1999 Moriyama Naoki

- 2000 Imamura Toshiya

- 2001 Honda Kunihisa

- 2002 Imamura Toshiya

- 2003 Sakai Hideyuki

- 2004 Kiyonari Tetsuya

- 2005 Yokota Shigeaki

- 2006 Yuki Satoshi

- 2007 Yuki Satoshi

- 2008 Yuki Satoshi

- 2009 Yuki Satoshi

- 2010 Murakawa Daisuke

- 2011 Sakai Hideyuki

- 2012 Sakai Hideyuki

- 2013 Sakai Hideyuki